# Centrocoris variegatus
Espèce
Centrocoris variegatus est une espèce européenne d'insectes hémiptères du sous-ordre des hétéroptères (punaises). Elle est très proche de Centrocoris spiniger (en), dont elle se distingue par ses antennes plus courtes.

## Systématique
L'espèce Centrocoris variegatus a été décrite par le naturaliste tchèque Friedrich Anton Kolenati en 1845. 

### Synonymie
- Centrocarenus spiniger var nigricans Fieber, 1861[2]
- Centrocoris variegatus var convergens Sienkiewicz, 1959[3]